# 베를린 부코어 쇼세역
베를린 부코어 쇼세역(Bahnhof Berlin Buckower Chaussee)은 베를린 템펠호프쇠네베르크구 마리엔펠데에 있는 철도역이다.

## 역사
제1차 세계 대전 이전에도 부코어 쇼세역 일대에 정거장 건설이 계획되어 있었다. 제2차 세계 대전 시작 직전에 정거장 공사의 준비 작업으로 제방 건축 작업이 완료되었으나, 실제 정거장 공사는 전쟁으로 인해서 진행이 지연되었다. 제2차 세계 대전 종전 이후 전쟁으로 파괴되지 않았던 과거 리히텐라데 자동차 공장 건물이 미군 보급창으로 사용되면서 근교선 열차 운행과 역 건설이 가속화되었다. 그 결과 이 역은 1946년 5월 15일에 개통했다.
건설 당시 자재 부족으로 인하여 역 건설에는 최소한의 자재만 사용되었고, 개통 이후 약 4년간은 단선 S반 노선의 임시 승강장이었다. 승강장 벽 구조물의 일부는 잔해를 재활용하여 건설되었고, 역무실과 대합실은 최소한의 공간을 사용하도록 건설되었고, 역무실은 매표소와 승강장 통제 기능을 겸했다. 승강장에 설치한 지붕은 역무실과 공유되었다. 승강장 진출입로는 경사로로 설치되었으며, 역 뒤편에 있었던 화물 선로를 건너와야 했다.
1980년대 말 마리엔펠데-리히텐라데 구간의 복선화가 진행되면서 역 모습이 변경되었다. 이 시기 역사는 베를린 지하철의 다른 역사를 설계했던 라이너 륌러가 설계했다. 북쪽 승강장 진입로 위쪽으로 아치형 구조물이 설치되었고, 승강장 남쪽에는 횡단할 수 있는 육교가 설치되었다.
드레스덴선 장거리선 복원 공사가 시작되면서 2021년 이후에 역의 상당 부분이 개축되었다. 승강장은 약간 북쪽으로 이설되어 부코어 쇼세 대로의 양방향으로 출구가 개설될 예정이다. 이와 함께 역 바로 앞에 있는 부코어 쇼세 건널목은 입체교차로 대체될 예정이다. 남쪽 출입구는 2020년 7월 1일에 폐쇄되었고, 템펠호프쇠네베르크구에서 허가를 만료하면서 주차장도 영업을 중단했다. 드레스덴선 공사 이후 주차장 재개업 여부는 알려져 있지 않다. 2022년 12월 초에 아치형 구조물이 철거되었고, 승강장 남쪽의 육교는 장거리선 부지까지 연장 및 엘리베이터가 추가되어 2022년 12월 1일에 사용이 재개되었다.
지역 정치권에서는 부코어 쇼세역에 지역간 열차 정차를 추진하고 있다. 도이체 반에 의하면 승강장 설치는 드레스덴선 개량 공사가 끝난 이후에야 시작할 수 있다.

## 인접 정차역
베를린 버스 M11, X11, 277번 및 텔토플레밍군 버스 710, 711번 노선과 환승할 수 있다.
| 베를린 S반                           | 베를린 S반 | 베를린 S반                 |
| ------------------------------------ | ---------- | -------------------------- |
| 마리엔펠데 베르나우 바이 베를린 방면 | S2         | 시하우베크 블랑켄펠데 방면 |